# Neolissomma gracilis
Neolissomma gracilis là một loài bướm đêm trong họ Geometridae.